# Мьельго, Альберто
Альберто Мьельго (исп. Alberto Mielgo, род. 29 апреля 1979, Мадрид) — испанский режиссёр, художник и аниматор. Был арт-директором мультсериала «Трон: Восстание» и режиссёром короткометражных анимационных фильмов «Свидетель» (англ. The Witness) и «Хи́баро» (англ. Jibaro), снятых для антологии «Любовь. Смерть. Роботы».
Лауреат четырёх премий «Эмми» и двух премий «Энни». Обладатель премии «Оскар» за лучший анимационный короткометражный фильм (2022) за фильм «Стеклоочиститель» (англ. The Windshield Wiper).

## Биография
Альберто родился 29 апреля 1979 года. Его детство и юношество прошли в Испании. В настоящее время Альберто живёт в Лос-Анджелесе, после продолжительной жизни в различных странах Европы и Азии. Помимо работ в сфере анимации Альберто занимается написанием картин.

## Карьера
Первыми крупными проектами над которыми работал Альберто были «Труп невесты» за авторством Тима Бёртона, «The Beatles: Rock Band» и «Гарри Поттер и Дары Смерти. Часть 1».
В 2013 году Мьельго был нанят компанией Disney в качестве арт-директора мультсериала «Трон: Восстание». Режиссёр мультсериала Чарли Бин объяснил, что идея приглашения Альберто в студию заключалась в создании особого стиля для анимационного шоу, которого никто до этого не видел ни по телевизору, ни в кино. В итоге Альберто получил премию «Эмми» и «Энни» за лучшую работу художника-постановщика над этим мультфильмом.
В 2015 году Альберто работал художником-постановщиком над анимационным фильмом студии Sony «Человек-паук: Через вселенные». На своей должности он создал концепт и тестовый вариант фильма. Изначально, главной целью Альберто было исследование комиксов, прошлого Человека-паука, возможностей кинематографии, языка и стиля. По словам Дэниела Кейлора, одного из аниматоров фильма «Человек-паук: Через вселенные», анимация Мьельго была широко воспринята командой и вдохновляла их на работу до того, как они начали работать над фильмом. Тестовая работа так и не была завершена — были полностью закончены только четыре кадра, которые определили визуальный язык всего фильма.
В 2019 году Мьельго написал и снял эпизод «Свидетель» для сериала «Любовь. Смерть. Роботы» от Netflix, за работу над которым он получил 3 премии «Эмми» и премию «Энни». Участие Альберто в сериале началось с того, что его курирующий директор Габриэле Пеннаккиоли свела Альберто с Дэвидом Финчером и Тимом Миллером, которые являлись поклонниками его предыдущей работы. В 2020 году Альберто снял кинематографический трейлер «Точка невозврата» для компьютерной игры «Watch Dogs: Legion». Визуальный стиль трейлера во многом повторял предыдущую работу Мьельго для сериала «Любовь. Смерть. Роботы».
Также в 2020 году Альберто был представлен ещё один короткометражный анимационный фильм «Стеклоочиститель» (англ. The Windshield Wiper), повествующий о его личном видении любви и отношений между людьми. Фильм получил премию «Оскар» (2022) в категории «Лучший анимационный короткометражный фильм». 20 мая 2022 года в третьем сезоне антологии «Любовь. Смерть. Роботы» вышел эпизод «Хибаро» (англ. Jibaro), режиссёром которого является Мьельго.

## Награды
- В 2013 году Альберто получил премию «Эмми»[4] и «Энни»[5] за лучшую работу художника-постановщика над мультфильмом «Трон: Восстание».
- В 2019 году за работу над короткометражным анимационным фильмом «Свидетель», снятым для антологии «Любовь. Смерть. Роботы» Альберто получил три премии «Эмми»[4] за лучшую короткометражную анимационную программу, лучшую художественную постановку и лучшую анимацию, а также премию «Энни»[5] за лучшую художественную постановку.
- Премия «Оскар» за лучший анимационный короткометражный фильм (2022) за фильм «Стеклоочиститель» (англ. The Windshield Wiper)[17].